# David Webb
David James Webb (født 9. april 1946 i London, England) er en engelsk tidligere fodboldspiller (forsvarer) og -træner.
Webb både spillede for og trænede Chelsea, og vandt FA Cuppen med klubben i 1970. Han repræsenterede senere også Queens Park Rangers, Leicester og Derby.

## Titler
FA Cup
- 1970 med Chelsea